# Karamatwangi (Cisurupan)
Karamatwangi is een bestuurslaag in het regentschap Garut van de provincie West-Java, Indonesië. Karamatwangi telt 6327 inwoners (volkstelling 2010).